# Thomas Barlow
Thomas Bryan „Tom” Barlow (ur. 9 lipca 1896 w Trenton, zm. 26 września 1983 w Lakehurst) – amerykański koszykarz, występujący na pozycji obrotowego (obecnie środkowego) w zespołach niezależnych oraz lidze ABL, członek Koszykarskiej Galerii Sław im. Jamesa Naismitha.
W sezonie 1918/1919 odbywał przez pół roku obowiązkową służbę wojskową. W tamtych czasach zawodnicy mogli jednocześnie występować w kilku różnych zespołach.
Przez 18 lat występował też w pół-zawodowych ligach baseballu na pozycji łapacza.
W 1932 poślubił Mildred Kelty, z którą miał dwójkę dzieci. Po zakończeniu kariery sportowej pracował przez wiele lat jako inspektor budowlany w Trenton.

## Osiągnięcia
- Mistrz World Basketball Champioship z Philadephia Warriors (1926)
- Wybrany do Koszykarskiej Galerii Sław im. Jamesa Naismitha (Naismith Memorial Basketball Hall Of Fame – 1981)[1]